# Minoru Sano
Minoru Sano (佐野 稔, Sano Minoru, Isawa, Yamanashi, 3 de junho de 1955) é um ex-patinador artístico japonês, que competiu no individual masculino. Ele conquistou uma medalha de bronze em campeonatos mundiais e foi pentacampeão do campeonato nacional japonês. Sano disputou os Jogos Olímpicos de Inverno de 1976 terminando na nona posição.

## Principais resultados
| Resultados                                            | Resultados        | Resultados       | Resultados      | Resultados        | Resultados        | Resultados      | Resultados        | Resultados    | Resultados    | Resultados    | Resultados    | Resultados    | Resultados    | Resultados    |
| Internacional                                         | Internacional     | Internacional    | Internacional   | Internacional     | Internacional     | Internacional   | Internacional     | Internacional | Internacional | Internacional | Internacional | Internacional | Internacional | Internacional |
| Evento/Temporada                                      | 1970– 1971        | 1971– 1972       | 1972– 1973      | 1973– 1974        | 1974– 1975        | 1975– 1976      | 1976– 1977        |               |               |               |               |               |               |               |
| ----------------------------------------------------- | ----------------- | ---------------- | --------------- | ----------------- | ----------------- | --------------- | ----------------- | ------------- | ------------- | ------------- | ------------- | ------------- | ------------- | ------------- |
| Jogos Olímpicos                                       |                   |                  |                 |                   |                   | 9.º             |                   |               |               |               |               |               |               |               |
| Campeonato Mundial                                    |                   |                  | 14.º            | 8.º               | 10.º              | 7.º             | Medalha de bronze |               |               |               |               |               |               |               |
| Prize of Moscow News                                  |                   |                  |                 |                   | Medalha de bronze |                 |                   |               |               |               |               |               |               |               |
| Skate Canada International                            |                   |                  |                 | Medalha de bronze | Medalha de prata  |                 |                   |               |               |               |               |               |               |               |
| Nacional                                              |                   |                  |                 |                   |                   |                 |                   |               |               |               |               |               |               |               |
| Campeonato Japonês                                    | Medalha de bronze | Medalha de prata | Medalha de ouro | Medalha de ouro   | Medalha de ouro   | Medalha de ouro | Medalha de ouro   |               |               |               |               |               |               |               |
|                                                       |                   |                  |                 |                   |                   |                 |                   |               |               |               |               |               |               |               |
| Legenda: Competição não foi disputada nesta temporada |                   |                  |                 |                   |                   |                 |                   |               |               |               |               |               |               |               |